# Homaloptera ogilviei
Homaloptera ogilviei är en fiskart som beskrevs av Alfred, 1967. Homaloptera ogilviei ingår i släktet Homaloptera och familjen grönlingsfiskar. IUCN kategoriserar arten globalt som otillräckligt studerad. Inga underarter finns listade i Catalogue of Life.